# Max Wildi

Max Wildi (1973)

Max Wildi (* 22. März 1904 in Zürich; † 10. November 1982 in Küsnacht; heimatberechtigt in Suhr) war ein Schweizer Anglist und Hochschullehrer.

## Leben
Max Wildi war Sohn des Chemikers Fritz und der Rosine Emma, geborene Asper. Er studierte ab 1922 Anglistik in Zürich, Genf und London und promovierte 1929 zum Doctor philosophiae (Dr. phil.). 1931 heiratete er Karin Juchlin-Dannfelt, die Tochter von Karl.

## Schaffen
Nach einer kurzen Lehrtätigkeit in Zuoz arbeitete Wildi von 1931 bis 1947 als Professor für englische Literatur an der Handelshochschule St. Gallen. Zudem war er von 1940 bis 1946 Rektor des Hochschullagers für polnische Internierte in Herisau. An der Universität Zürich war Wildi ab 1939 als Privatdozent und von 1948 bis 1982 als Titularprofessor angestellt. An der ETH Zürich war er von 1947 bis 1973 ordentlicher Professor.
Wildi interessierte sich besonders für das einzelne Kunstwerk, den künstlerischen Schöpfungsakt und die Existenz des Künstlers innerhalb der Gesellschaft. Er verfasste Monografien über William Butler Yeats, James Joyce, Ezra Pound und Thomas Stearns Eliot.

## Werke
- Der englische Frauenroman und andere Aufsätze (= Schweizer Anglistische Arbeiten. Band 88). Francke, Bern 1976.